# Robert Brandom

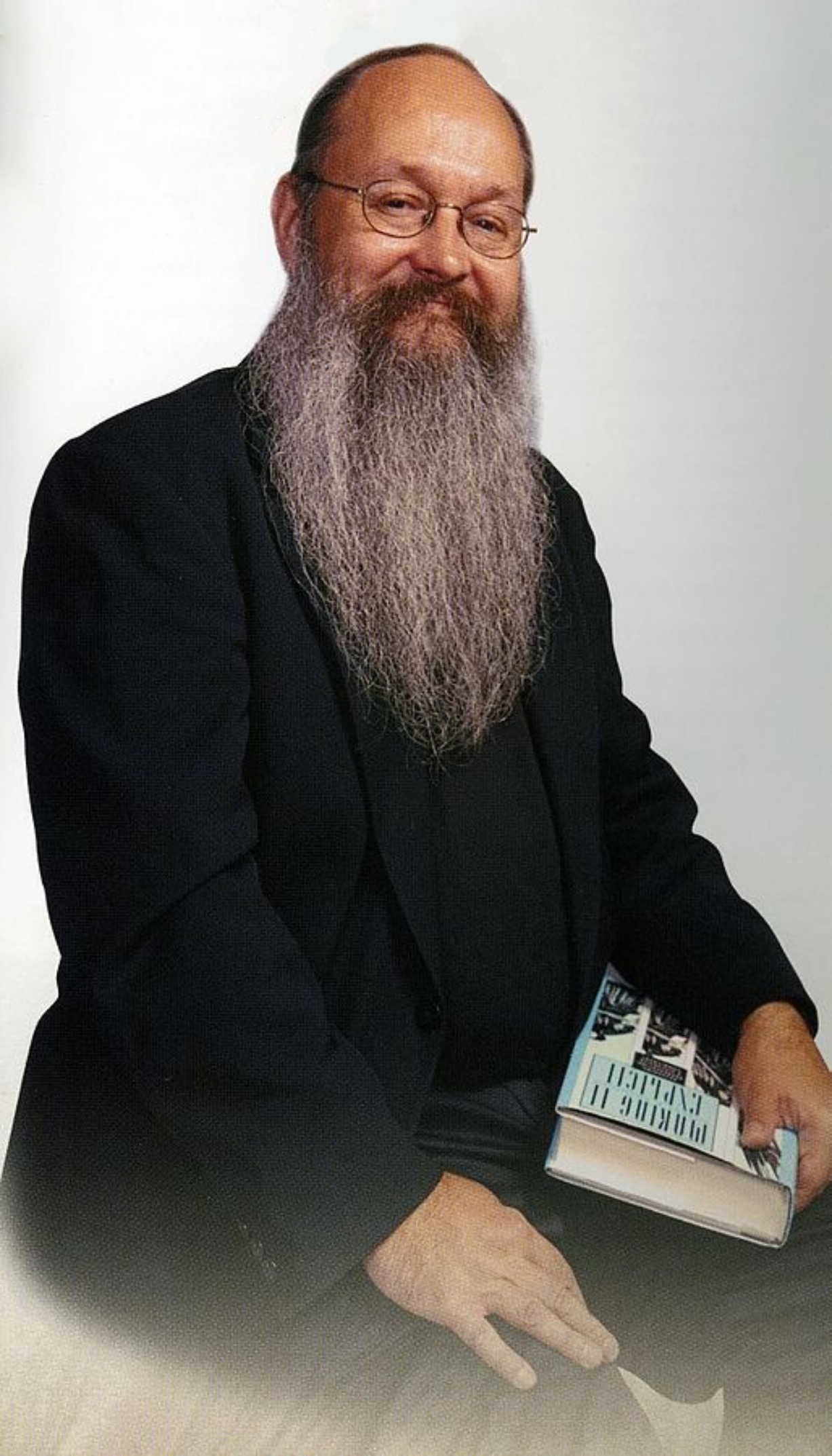
Robert Brandom

Robert Brandom (n. 13 de marzo de 1950 (75 años) en Estados Unidos) es un filósofo que actualmente enseña en la Universidad de Pittsburgh. Su trabajo es principalmente sobre filosofía del lenguaje, filosofía de la mente y lógica, y su obra manifiesta un interés tanto sistemático como histórico en estos temas. 
Obtuvo su licenciatura de la Universidad de Yale y su doctorado en la Universidad de Princeton, bajo la dirección de Richard Rorty y David Kellogg Lewis. El trabajo de Brandom está fuertemente influenciado por la tradición del pragmatismo americano y especialmente por Wilfrid Sellars, Richard Rorty, Michael Dummett y su colega John McDowell. También se inspira fuertemente en la obra de Immanuel Kant, Hegel, Gottlob Frege y Ludwig Wittgenstein.
Brandom es conocido más que nada por sus trabajo en semántica, donde defiende una semántica inferencialista, la idea de que el significado de una expresión está determinado por cómo se la utiliza en las inferencias. Brandom desarrolló estas ideas con profundidad en su libro Haciéndolo explícito (Making It Explicit) (1994), y más brevemente en Articulando razones: una introducción al inferencialismo (2000).
Brandom también ha publicado una colección de ensayos sobre la historia de la filosofía. Cuentos de un muerto poderoso (Tales of a Mighty Dead) (2002) es un bosquejo histórico crítico de lo que él llama la «filosofía de la intencionalidad». Además es el editor de una colección de artículos sobre la filosofía de Richard Rorty, Rorty y sus críticos (2000). En el año 2006, Brandom dio las Conferencias John Locke, en la Universidad de Oxford, que se publicaron bajo el título Entre decir y hacer: Hacia un pragmatismo analítico (Between Saying and Doing: Towards an Analytic Pragmatism) (2008).
Recientemente, Brandom publicó un libro sobre la Fenomenología del espíritu de Hegel.

## Libros publicados
- A Spirit of Trust: A Reading of Hegel's Phenomenology, Harvard University Press, 2019, 856 pp. ISBN 9780674976818.
- Reason in Philosophy: Animating Ideas, Harvard University Belknap Press, 2009, 248 pp. ISBN#0-067403449X
- Between Saying and Doing: Towards an Analytic Pragmatism, Oxford University Press, 2008, 240 pp. ISBN#0-199-54287-2
- In the Space of Reasons: Selected Essays of Wilfrid Sellars , edited with an introduction by Kevin Scharp and Robert Brandom. Harvard University Press, 2007, 528 pp. ISBN#0-674-02498-2
- Tales of the Mighty Dead: Historical Essays in the Metaphysics of Intentionality, Harvard University Press, 2002, 430 pp. ISBN#0-674-00903-7
- Articulating Reasons: An Introduction to Inferentialism, Harvard University Press, 2000 (paperback 2001), 230 pp. ISBN#0-674-00158-3 (cloth), #0-674-00692-5 (artículo)
- Rorty and His Critics, edited, with an introduction (includes "Vocabularies of Pragmatism") by Robert Brandom. Original essays by: Rorty, Habermas, Davidson, Putnam, Dennett, McDowell, Bouveresse, Brandom, Williams, Allen, Bilgrami, Conant, and Ramberg. Blackwell's Publishers, Oxford, July 2000 ISBN#0-631-20981-6 (cloth), #0-631-20982-4 (artículo)
- Empiricism and the Philosophy of Mind, by Wilfrid Sellars, Robert B. Brandom (ed.) Harvard University Press, 1997. With an introduction by Richard Rorty and Study Guide by Robert Brandom ISBN#0-674-25154-7 (cloth) #0-674-25155-5 (artículo)
- Making It Explicit: Reasoning, Representing, and Discursive Commitment, Harvard University Press (Cambridge) 1994. 741 pp. ISBN#0-674-54319-X 9 (cloth), #0-674-54330-0 (artículo)
- The Logic of Inconsistency, with Nicholas Rescher. Basil Blackwell, Oxford 1980, 174 pp.